# Micraglossa scoparialis
Micraglossa scoparialis là một loài bướm đêm trong họ Crambidae.